# CNV Vakmensen
CNV Vakmensen was met circa 160.000 leden de grootste vakbond onder de overkoepelende vakcentrale Christelijk Nationaal Vakverbond (CNV). Sinds 2024 zijn de verschillende bonden gefuseerd tot één CNV organisatie. De bond behartigt de belangen van werknemers in de marktsectoren, waaronder de bouw, de industrie, het transport, de voeding, de detailhandel, groothandel en de dienstverlening. De bond ontstond in 2010 uit een fusie van de Bedrijvenbond CNV met CNV Hout en Bouw, waarna in 2011 de CNV Kunstenbond in CNV Vakmensen opging en in 2016 de CNV Dienstenbond. Bij deze laatste fusie werd formeel een nieuwe vereniging opgericht met de naam CNV Vakmensen.nl; ook de beknoptere naam CNV Vakmensen wordt echter nog steeds gehanteerd.

## Structuur

### Vereniging
De vereniging van CNV Vakmensen bestaat uit zes sectorraden (bouw, vervoer, handel, voeding, diensten en industrie) en drie aparte raden voor anders-actieven, senioren en zelfstandige professionals.
In de Bondsraad wordt besloten over het beleid en de langetermijnplanning van de bond. De voorzitter van CNV Vakmensen is tevens de voorzitter in vergaderingen van de Bondsraad.

### (Voormalige) voorzitters
- 2010 - 2012 Jaap Jongejan
- 2012 - 2015  Arend van Wijngaarden[4]
- 2016 - heden Piet Fortuin[5]